# Дупондий

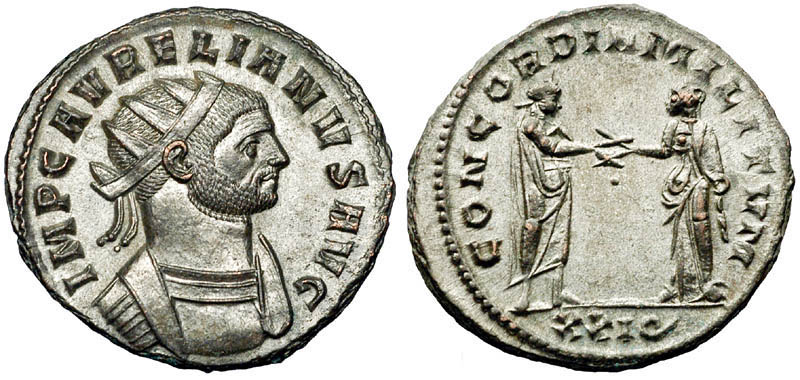
Дупондий Аврелиана — последний чекан монеты

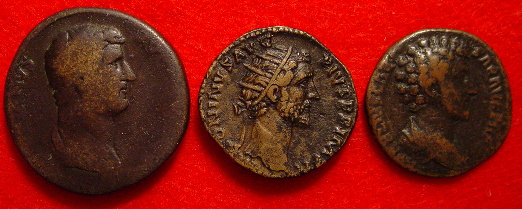
Сестерций Адриана, дупондий Антонина Пия и ас Марка Аврелия. Здесь видно, что дупондий и ас имеют практически одинаковый диаметр.

Дупондий (лат. dupondius) — древнеримская монета, отчеканенная сначала из бронзы, позднее из латуни. Название происходит от латинского термина dupondius — двойной номинал, двойной вес. Отсюда и происхождение номинала — римская цифра II (или II).

## Характеристика и особенности номинала
Существует определенная неясность в оценке первоначального номинала монеты. Так, по мнению одних исследователей, дупондием изначально называли либральный ас, однако более вероятно (исходя из названия монеты), что он с самого начала хождения был равен двум либральным асам. Дупондий изготавливался как литьем, так и чеканкой. Различаются следующие основные виды дупондиев:

### Республиканские дупондии
Впервые монеты этого типа появляются в III веке до н. э., до начала империи эмитировались в четырёх различных сериях, различавшихся технологией и качеством исполнения. На аверсе литой монеты в этот период было изображение колеса, на реверсе всех типов — номинал монеты, римская цифра «II». Изготавливались только из меди, номиналом (и весом) в два аса.

### «Морские» дупондии
Для выплаты жалованья морякам в республиканский период дупондии чеканились префектами флота, монеты такого чекана имели на аверсе изображение Минервы или Ромула, на реверсе — изображение корабельных ростров и вместо цифрового обозначения номинала — буквы М и В от латинских слов maritimus (морской) и binarius (двойной).

### Имперские дупондии
После монетной реформы Августа дупондий начали чеканить из латуни, номиналом в ½ унции. На аверсе чеканился профиль императора в образе божества, на реверсе вместо номинала — полноростовые изображения божеств римского пантеона. В правление Нерона на реверсе снова стали чеканить номинал римской цифрой, также после него на аверсе профиль императора стали изображать в короне с тем, чтобы избежать путаницы с асами и возникновения конфликтных ситуаций, особенно на периферии империи. Это было связано с тем, что эти две монеты имели в тот период практически одинаковый диаметр и при затертом реверсе определить номинал было почти невозможно. Император Валериан прекратил чеканку дупондиев, которая была в последний раз возобновлена на краткий период во время правления императора Аврелиана. Таким образом, последние дупондии датируются 275 годом.